# Salem (Missouri)
Salem – miasto w Stanach Zjednoczonych, w stanie Missouri, siedziba administracyjna hrabstwa Dent.